# Jリーグウイニングイレブン10 +欧州リーグ'06-'07
Jリーグウイニングイレブン10 +欧州リーグ'06-'07は、コナミデジタルエンタテインメントより、2006年11月22日に発売されたサッカーゲーム、PlayStation 2対応。

## 新要素
ウイイレシリーズとしては今作で初めてJリーグと欧州の一部リーグを同時にプレイできるようになった。一方で過去作で収録されていたアジアのリーグ・チームが削除されている。
ワールドツアーモードを追加。

## ライセンス
- Jリーグ Division 1
  - フルライセンス。
- Jリーグ Division 2
  - フルライセンス。
- イングランドリーグ（プレミアリーグ）
  - チェルシーが『8』以来の偽名に戻り、代わりにマンチェスター・ユナイテッドが初めて実名化。アーセナルも引き続き実名。なお、リーグが偽名で収録されているのは、本作ではこのリーグのみ。
- リーグ・アン
  - 本作からフルライセンスでの収録となっている。
- セリエA
  - フルライセンス。『ワールドサッカー』では架空のチームに差し替えられていたカリアリも収録されている。
  - 「カルチョ・スキャンダル」により降格処分を受けたユベントスも「他リーグ」に実名で収録。
- エールディヴィジ
  - フルライセンス。
- リーガ・エスパニョーラ
  - フルライセンス。
- 他リーグ
  -  ドイツリーグ（ブンデスリーガ）が削除され、実名のバイエルン・ミュンヘンのみが「他リーグ」に移動。
  - 『ワールドサッカー』では偽名だった、 オリンピアコス、 スポルティング・リスボン、 ベンフィカが実名化。 ガラタサライ、 コペンハーゲン、 ジュールガルデン、 セルティック、 レンジャース、 ディナモ・キーウ、 ポルト、 ローゼンボリも引き続き実名で登場。